# Missions de San Antonio
Cet article court présente un sujet plus développé dans : San Antonio Missions National Historical Park et Mission Alamo.
Les Missions de San Antonio désignent cinq missions espagnoles à San Antonio, au Texas.
Ces missions ont été créés par des religieux catholiques pour répandre le christianisme parmi les indigènes locaux entre le XVIIe et XIXe siècles. L'une d'entre elles, Mission Alamo, est mieux connue. Les quatre autres sont protégées dans un parc national, le San Antonio Missions National Historical Park.
Cet ensemble de missions est inscrit au patrimoine mondial de l'Unesco depuis 2015.

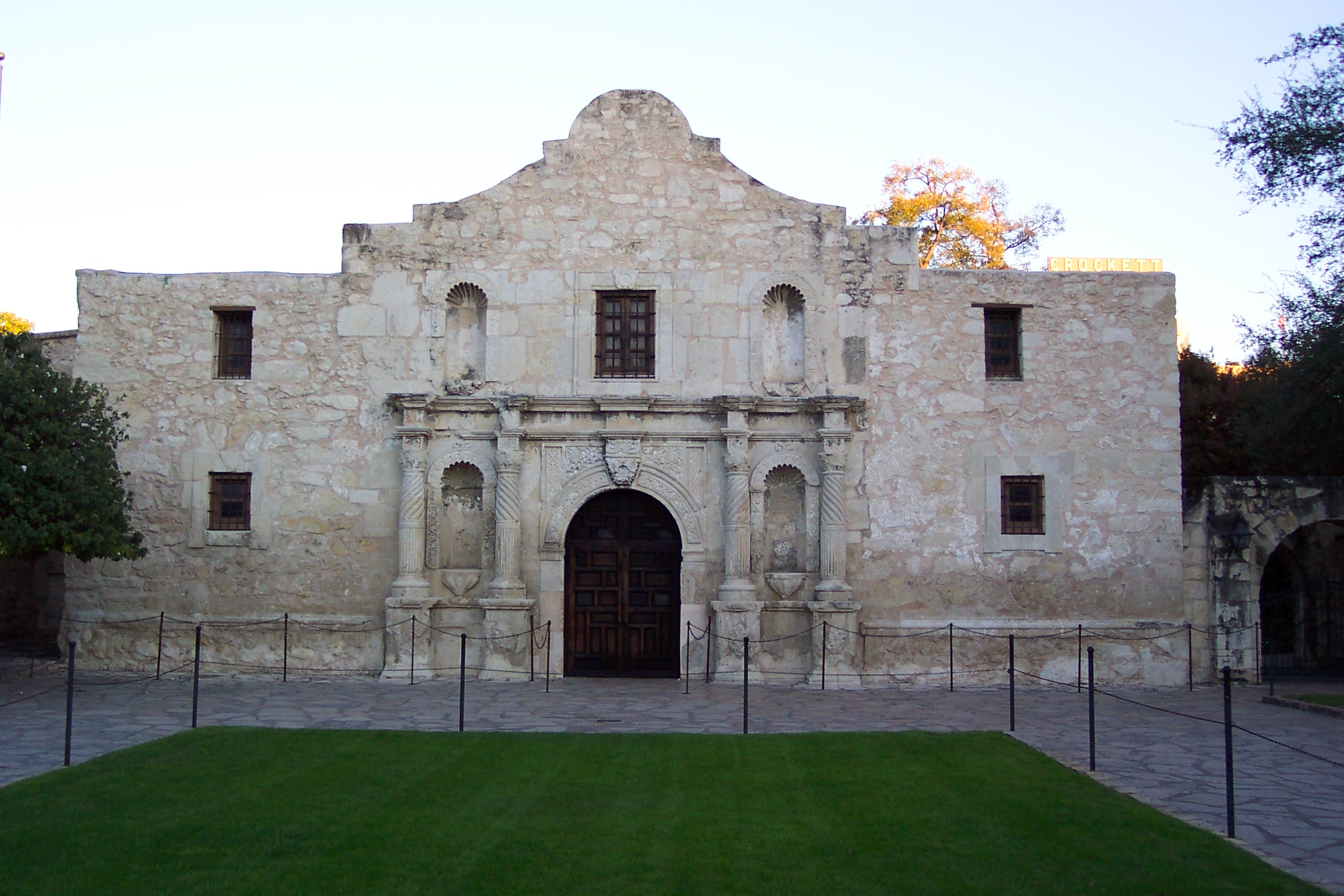
Mission Alamo
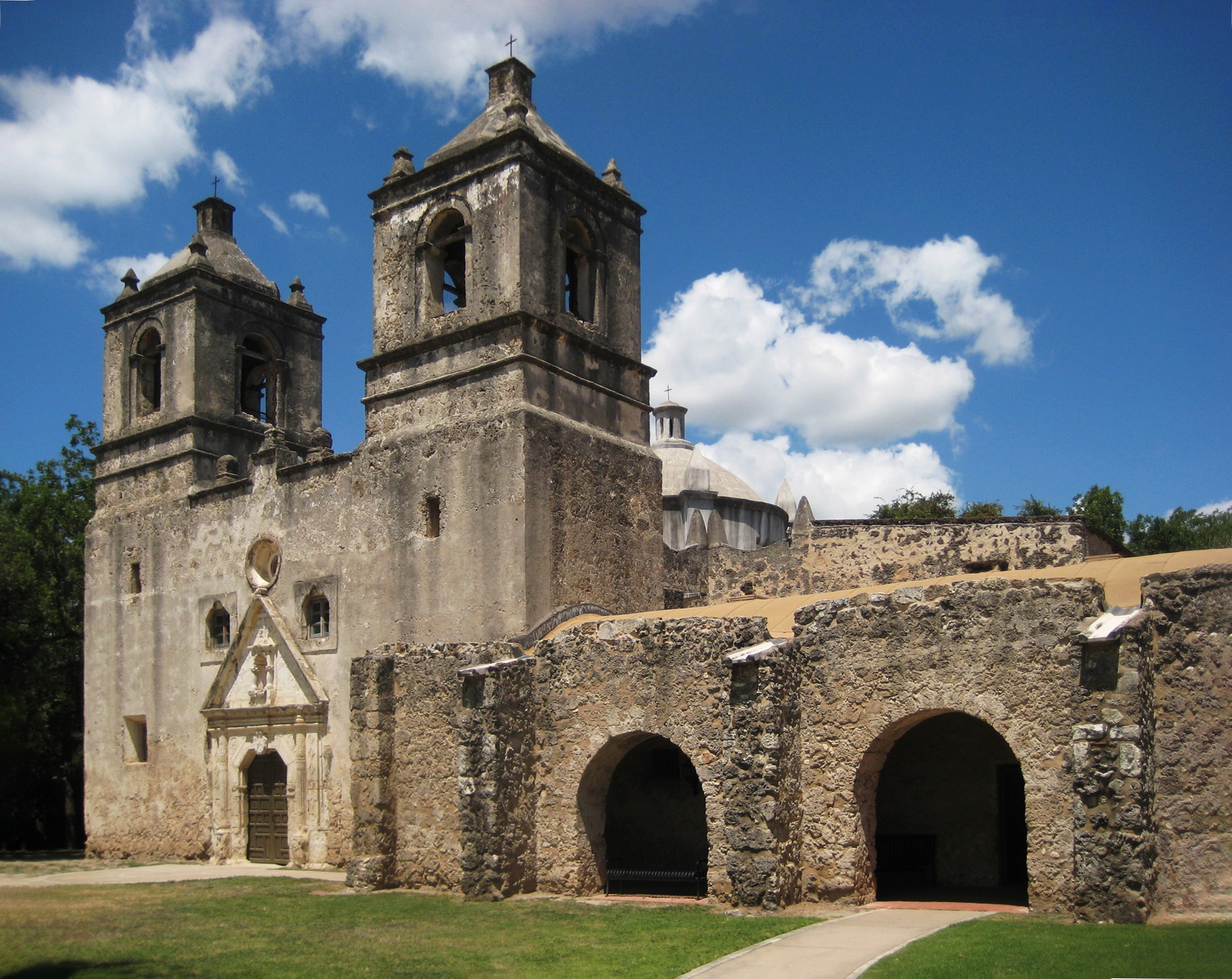
Mission Concepcion
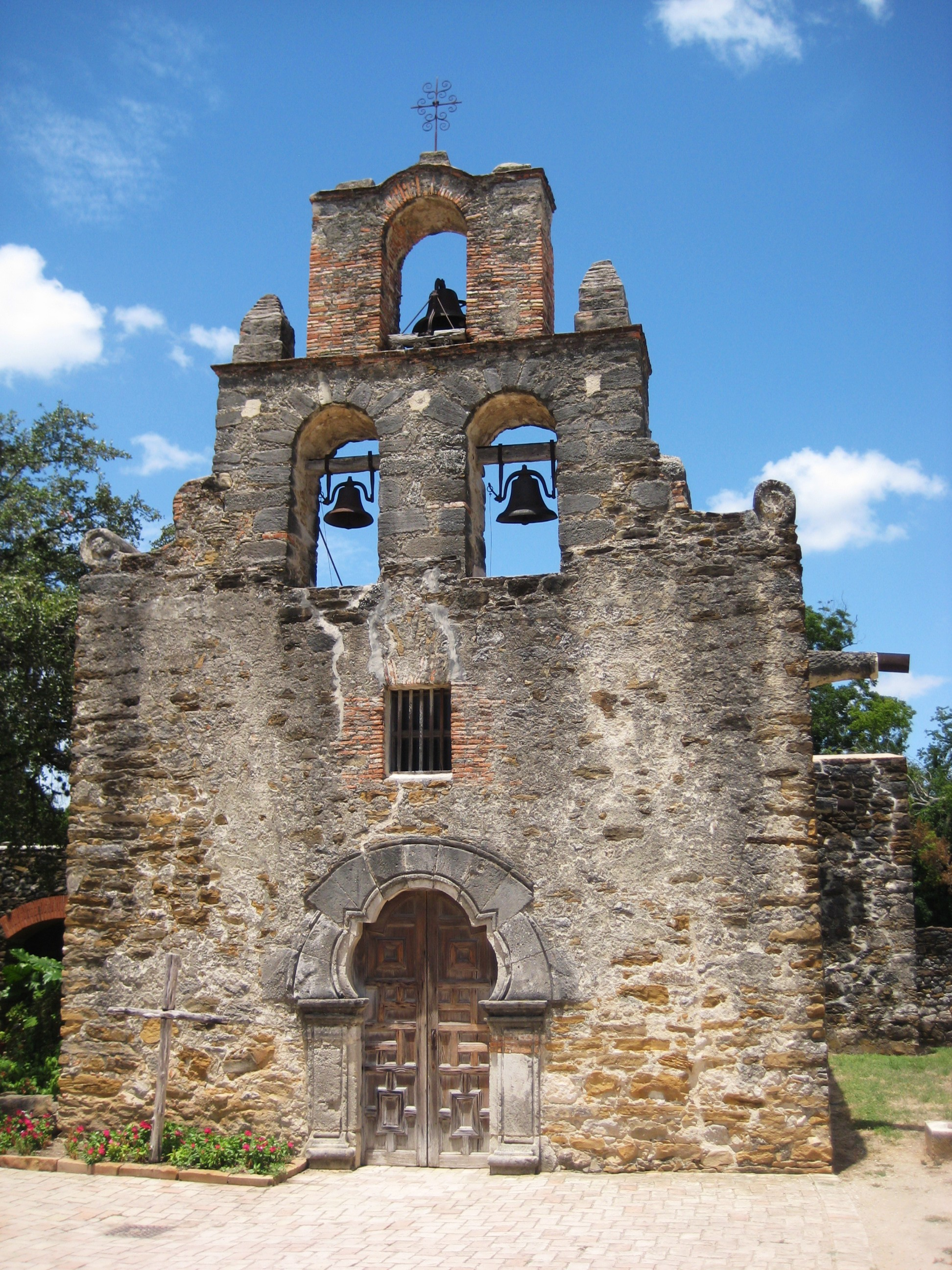
Mission San Francisco de la Espada
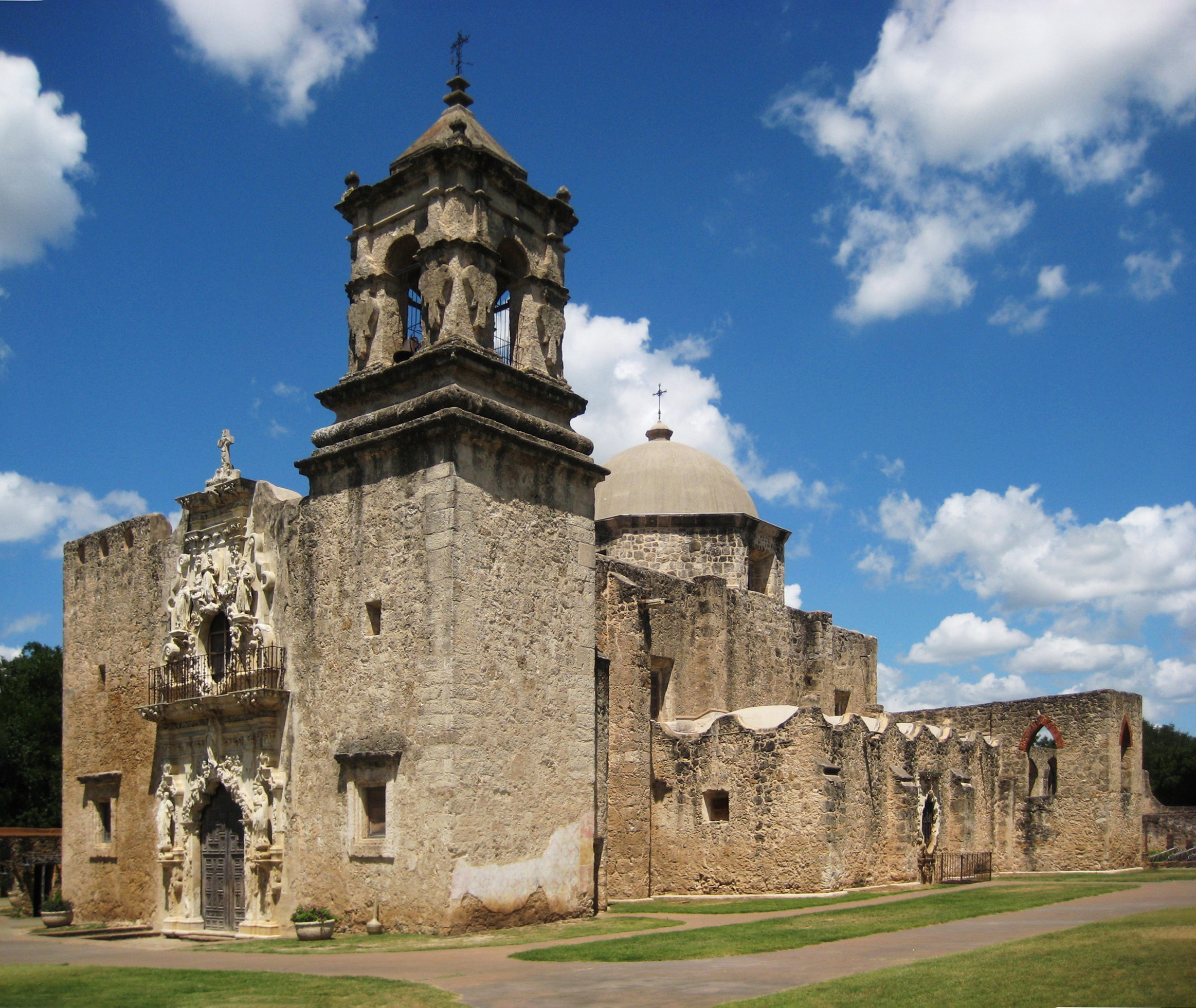
Mission San José
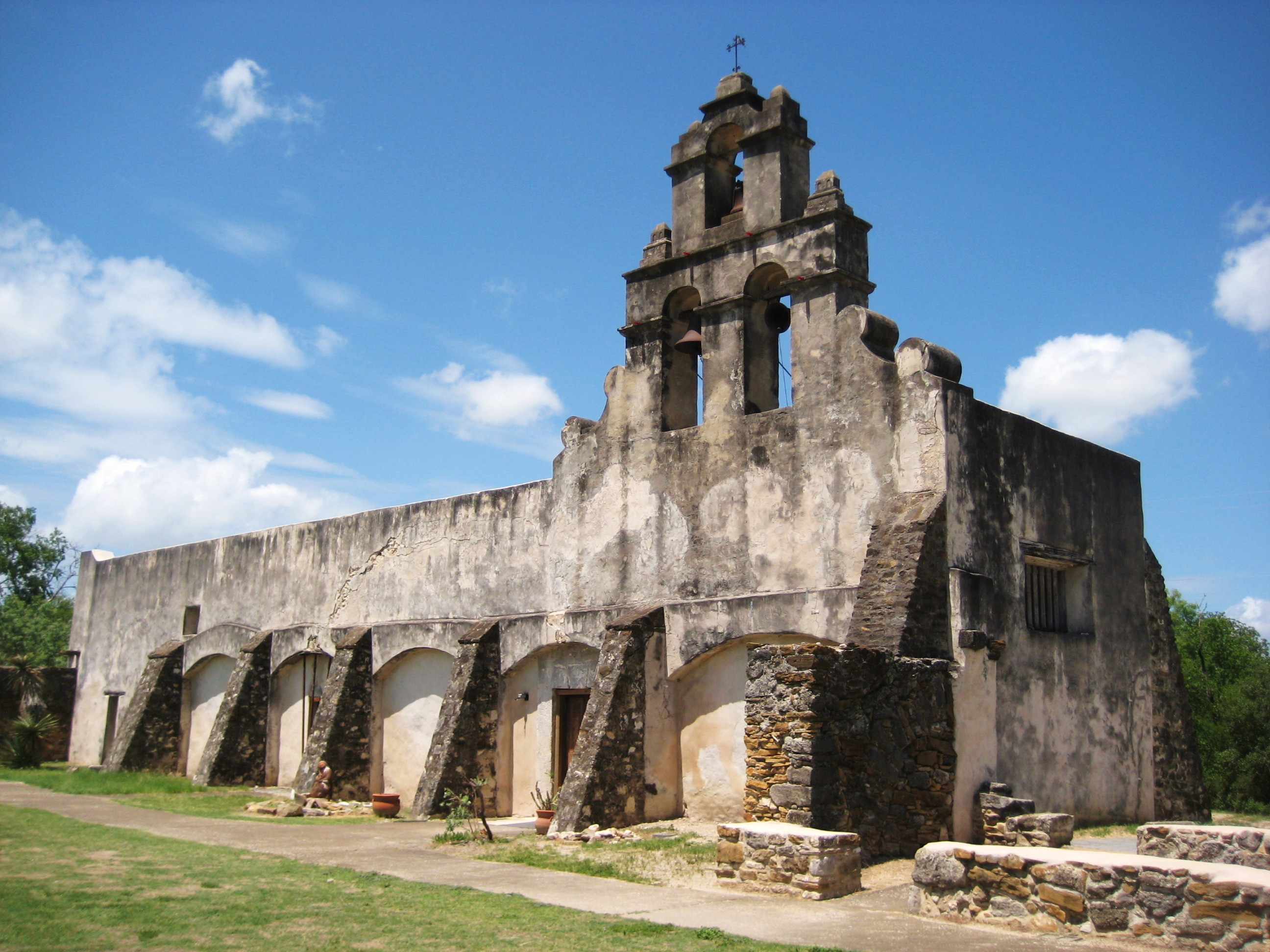
Mission San Juan Capistrano